# De Graft (cráter)
De Graft es un cráter de impacto de 68 km de diámetro del planeta Mercurio. Debe su nombre al dramaturgo de Ghana Joe de Graft (1924-1978), y su nombre fue aprobado por la  Unión Astronómica Internacional en 2009.